# Marcel Mauron
Pour les articles homonymes, voir Mauron (homonymie).
Marcel Mauron, né le 25 mars 1929 à Genève en Suisse et mort le 21 janvier 2022, est un joueur international suisse de football.